# クリスティアン・ゴットフリート・ダニエル・ネース・フォン・エーゼンベック

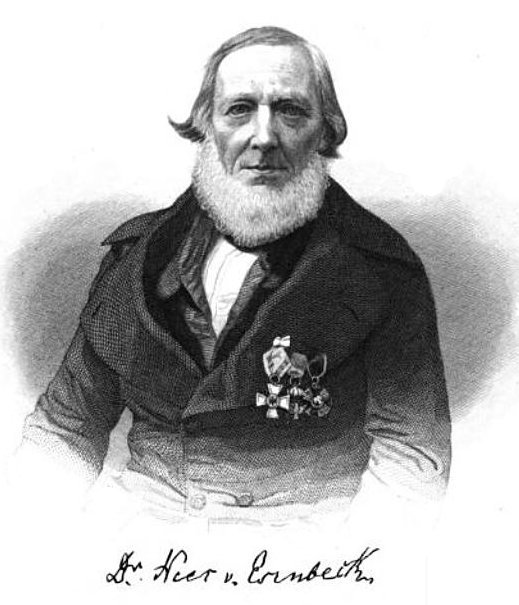
ネース・フォン・エーゼンベック (1855年)

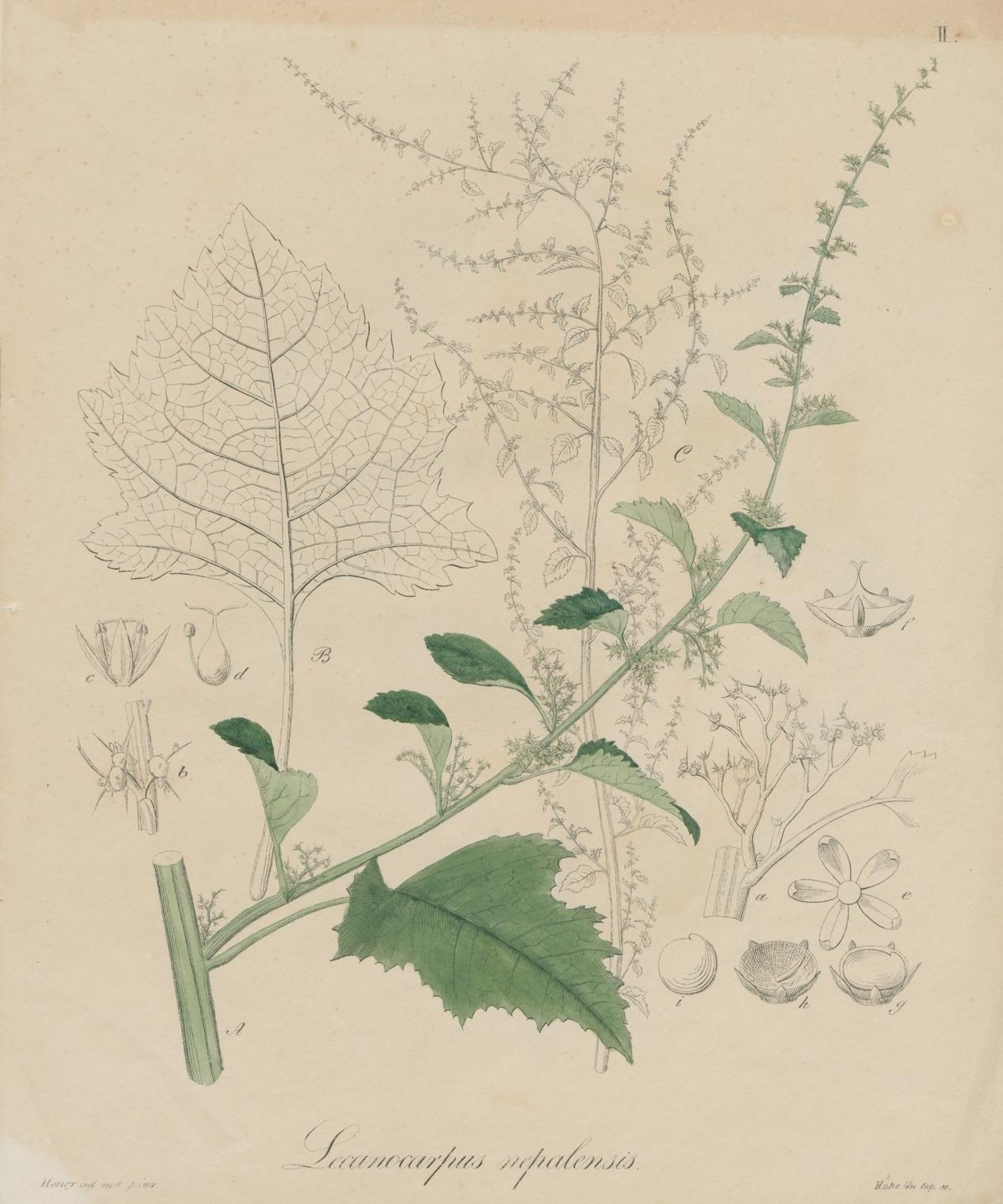
Lecanocarpus nepalensis Nees Acroglochin persicarioides のシノニム

クリスティアン・ゴットフリート・ダニエル・ネース・フォン・エーゼンベック（Christian Gottfried Daniel Nees von Esenbeck、1776年2月14日 – 1858年3月16日）は、ドイツの博物学者、医師である。ゲーテと同時代人で、リンネの存命中に生まれ、博物学者として多くの動植物の記載を行うとともに、1818年から1858年までドイツ自然科学アカデミー・レオポルディーナ (Leopoldina) の会長を務めた。

## 略歴
ライヒェルスハイムに生まれた。弟に植物学者のテオドール・フリードリヒ・ルートヴィヒ・ネースがいる。イェナ大学で、哲学と医学を学んだ。アウグスト・バッシュ(August Batsch)、ローダー(Justus Christian Loder)、フーフェラント（Christoph Wilhelm Hufeland）らが当時の教授陣である。1800年にギーセン大学で学位を得てオーデンヴァルトに戻るとエアバッハで医師の職に就き、エアバッハ伯フランツ1世の宮廷医師に任ぜられる。1816年、レオポルディーナへの加盟を認められる。1818年、同第11代会長 (1818-1858)。

### 家族
1802年8月19日、シッカースハウゼン（現・キッツィンゲン郡）で名門貴族、ディットフルト家（Ditfurth）の娘ヴィルヘルミーナ・ルイーズ・カタリーナ・フォン・ディットフルト（1773-1803）と結婚し妻の地所に移ると、フォン・エーゼンベックは研究に専念した。ところが、この妻を1803年9月22日に亡くすと、それまで名乗っていた姓フォン・エーゼンベックに「ネース」を加えて名乗るようになる。短い喪の後、1804年3月5日にエリザベタ・ヤコビナ・フォン・メッティン（1783-1857）と再婚し、3人の娘と2人の息子をもうける。
- 長男　フリードリヒ (1806年生まれ) ハムで教師を務める。ボッパルトの牧師。
- 長女　マリア・カロライナ・フリーデリケ・クララ (1807年生まれ)
- 二男　カール・ハインリヒ・アウグスト・テオドール (1809年生まれ) 1853年から1880年までヴロツワフ植物園 Botanischer Garten (Breslau) の管理官
- 二女　エミリー・エリザベタ・フランツィスカ (1816年生まれ) 結婚相手はクリスチャン・クロン (1813–1892、アウクスブルクの古典言語学の高校教師)
- 三女　ユリア (1819–1887) 結婚相手はジークフリード・パフ博士。子息はヘルマン・フォン・パフ Hermann von Pfaff。

ネース・フォン・エーゼンベックは1830年初めに家族のもとを離れ、同僚ディートリヒ・ヒュルマン Karl Dietrich Hüllmann の妻であったマリー・ヒュルマンとブレスラウで暮らし始める。ボン植物園からも遠ざかった。同年10月10日、正式に離婚が成立すると3年後の1833年にマリーと再婚し、結婚生活6年を過ごす。ヒュルマンには子供が3人あった。

## 業績
1816年にレオポルディーナの会員になり、昆虫学者のクルーク (ヨーハン・クリストフ・フリードリヒ、Johann Christoph Friedrich Klug)と親密に交際し、また自宅に多くの科学者を招く。ネース・フォン・エーゼンベックのもとに集まった顔ぶれはレオポルディーナの会員が多く、ヨーゼフ・イドゥアルト・ダルトン Joseph Eduard d’Alton(美術史家・版画家)、イグナーツ・デリンガー Ignaz Dollinger (植物学・生理学)、ギオルグ・アウグスト・ゴルドフス Georg August Goldfuss (古生物学・地質学)、ネース・フォン・エーゼンベックの次の会長ディートリッヒ・ゲオルグ・キーザー Dietrich Georg von Kieser (精神科医)、あるいはエリアス・フォン・シーボルト Adam Elias von Siebold (婦人科医・子息はシーボルト)や会員ではないがクリスチャン・フリードリヒ・ホーン・シュッフ Christian Friedrich Horn Schuch もたびたび訪れる。

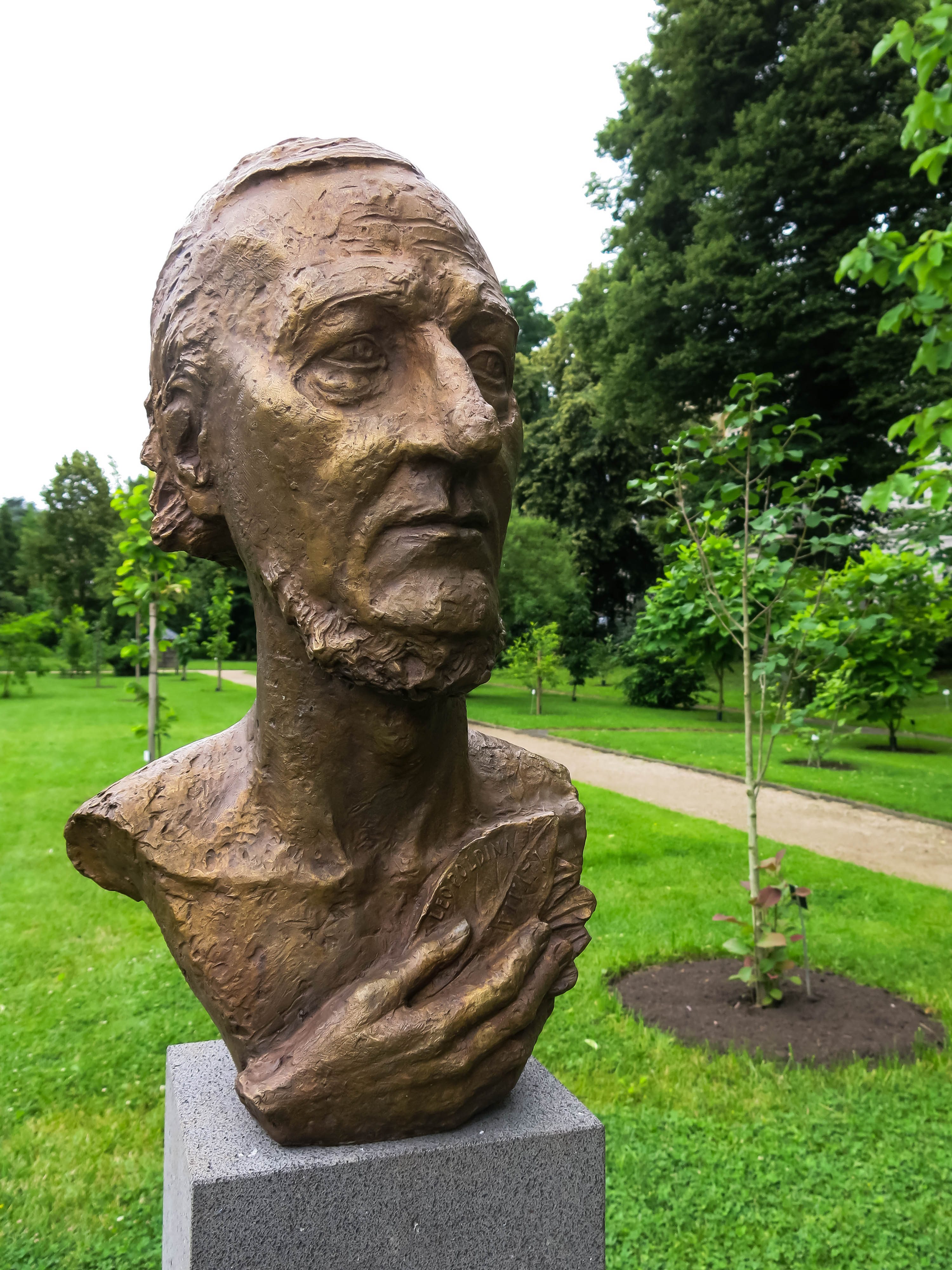
植物園への貢献をたたえるネース・フォン・エーゼンベックの胸像 (ボン大学付属植物園)

科学者との交流は会議や議論だけでなくクリスティアン・パンダーやカール・エルンスト・フォン・ベーアには鶏の胚発生の実験に助言した。自宅に滞在させた自然哲学者のローレンツ・オーケン (1779-1851) が何本か論文を著すと、その初期作の書評も書いている。
1817年からエルランゲン大学で植物学の講師となり、1818年にはボン大学の博物学と植物学の教授となった。同年、レオポルディーナ会長に選ばれている。ボン時代は弟のテオドール・フリ－ドリッヒ・ルードヴィッヒ・ネースとともにボン大学植物園の再建を指揮した。1819年にヴァイマルでゲーテに面会、後年の1823年にアオイ科の種にGoethea semperflorens（Pavonia semiserrata (Schrad.) のシノニム）とGoethea cauliflora にゲーテの名前を献名し手紙で知らせている。これらの植物はブラジルで採集され、探検家でもあったヴィート公マクシミリアン（Maximilian zu Wied-Neuwied）から託されたものである。
1830年にヴロツワフに移ったネース・フォン・エーゼンベックはドイツのカトリック運動に参加し、政治的な活動も行って1848年にはヴロツワフの労働者協会の設立に尽力する。ベルリン労働者会議（Berliner Arbeiterkongresses）議長を務めるとプロイセン国民会議（Preußische Nationalversammlung）副議長に選出されるものの、そのためにヴロツワフ大学の教授職を追われ、1858年3月16日（82歳没）
ヴロツワフで没した。
キツネノマゴ科の属名、Neesiellaに献名された。

## 著作

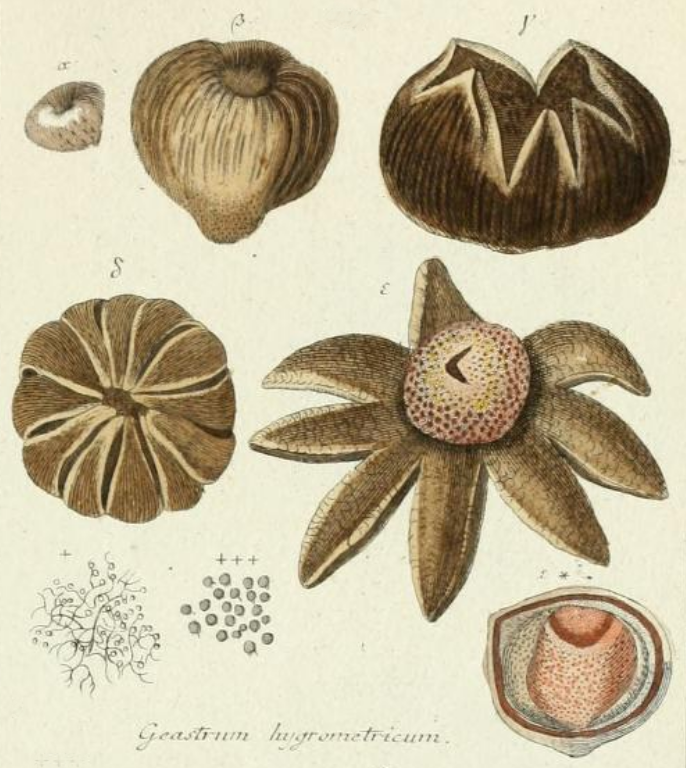
ツチグリの仲間Geastrum hygrometricus (現シノニム : Astraeus hygrometricus)。 (ネース・フォン・エーゼンベック、1816-17年頃)

- Die Algen des süßen Wassers nach ihren Entwicklungsstufen dargestellt (1814)
- Das System der Pilze und Schwämme. Ein Versuch. 2 Bände (1816–1817)　全2巻　キノコ類と海綿類の体系の試論　 ウィキメディア・コモンズには、この著書の図譜に関するカテゴリがあります。 （キノコ類の体系の部）
- Elenchus Plantarum Horti Botanici Bonnensis(テオドール・フリードリヒ・ルートヴィヒ・ネース・フォン・エーゼンベックと共著) (1820)　ボン植物園の植物一覧
- Vorlesungen zur Entwickelungsgeschichte des magnetischen Schlafs und Traums (1820)　医学論文
- Handbuch der Botanik. Schrag, ニュルンベルク 1820 (第1-2巻) デュッセルドルフ大学図書館デジタル版　植物学ハンドブック
- De Cinnamomo disputatio (T.Neesと共著、1823)[13]　シナモンの薬効に関する論文。
- Plantarum, in Horto medico Bonnensi nutritarum, Icones selectae. Bonnae 1824 デュッセルドルフ大学図書館デジタル版。
- Bryologia germanica (Hornschuch、Sturmと共著、1823–31年、全2巻、挿画43点)[14]
- Die deutschen Brombeersträuche[15] (Karl August Weihe、Schönian, Elberfeld と共著、1827 デュッセルドルフ大学図書館デジタル版
- Agrostologia brasiliensis (1829)
- Genera et species Asterearum (1833)
- Naturgeschichte der europäischen Lebermoose mit Erinnerungen aus dem Riesengebirge (1833–38年、全4巻)　コケ類
- Hymenopterorum Ichneumonibus affinium monographiae, genera Europaea et species illustrantes (1834年、全2巻)[16]
- Systema Laurinarum (1836)[17]
- Florae Africae australioris illustrationes monographicae. I. Gramineae (1841)

Karl Moritz Gottsche、Johann Bernhard Wilhelm Lindenbergと共著 Synopsis Hepaticarum, 1844-1847年。 ハンブルク、全5部
- Das System der speculativen Philosophie, 第1巻: Naturphilosophie (1841)[18]
- Synopsis Hepaticarum (Carl Moritz Gottsche、Johann Lindenbergと共著、1844)
- Die Allgemeine Formenlehre der Natur als Vorschule der Naturgeschichte (1852)[19]